# 돈키 펀치
《돈키 펀치》(영어: Donkey Punch)는 2008년 공개된 영국의 공포 영화이다.

## 출연

### 주연
- 로버트 불터

### 조연
- 톰 버크
- 니콜라 벌리
- 줄리언 모리스
- 제이 테일러
- 제이미 윈스톤

## 기타
- Line PD: 마로 드 마트
- 미술: 들러리 와기나
- 배역: 데스 해밀턴